# Fabricio Fuentes
Fabricio Fabio Fuentes (* 13. Oktober 1976 in Río Cuarto) ist ein ehemaliger argentinischer Fußballspieler. Er besitzt auch einen italienischen Pass. 

## Spielerkarriere

### Biographie
Fabricio Fuentes spielte  in mehreren ersten Ligen in Südamerika und Europa. Seine Karriere begann er bei den Newell’s Old Boys aus seiner argentinischen Heimat. Nach nur einer Saison in der ersten Mannschaft (1996) ging er zum damaligen Zweitligisten Quilmes AC. Dort konnte er überzeugen und 1998 zu den „Old Boys“ zurückkehren. Nach weiteren drei Jahren wechselte er erneut innerhalb der argentinischen Liga. Es zog ihn zu Vélez Sarsfield. Zwei Jahre später (2003) folgte ein kurzes Gastspiel beim französischen Erstligisten EA Guingamp. Dieses scheiterte jedoch, woraufhin er in der Saison 2004/2005 zu Vélez zurückkehrte. 
Für die Saison 2005/2006 wechselte Fabricio Fuentes erneut Land und Liga, um beim mexikanischen Erstligisten Atlas Guadalajara anzuheuern. Im Sommer 2006 wagte er den zweiten Anlauf in einer europäischen Topliga, als ihn der Chilene Manuel Pellegrini zum FC Villarreal holte. Dort wurde er in der Saison 2006/07 auf Anhieb zum Stammspieler. Am Saisonende qualifizierte er sich mit seinem Team für den UEFA-Pokal. Im Januar 2008 verletzte er sich schwer und fiel für den Rest der Saison aus. Zu Beginn der Spielzeit 2008/09 saß er meist auf der Ersatzbank, holte sich zu Beginn des Jahres 2009 seinen festen Platz im Team zurück. In den letzten Saisonspielen kam er hingegen nicht mehr zum Zuge. Dies setzte sich auch in der nachfolgenden Spielzeit fort.
Anfang 2010 verließ Fuentes Spanien und kehrte zu Atlas zurück. Dort avancierte er wieder zur Stammkraft in der Abwehr. Nach einem Jahr wechselte er zu den Newell’s Old Boys, wo er bald darauf seine Laufbahn beendete.

### International
Im Jahr 2005 bestritt Fabricio Fuentes sein einziges Länderspiel gegen Mexiko.